# Lorenza Guerrieri

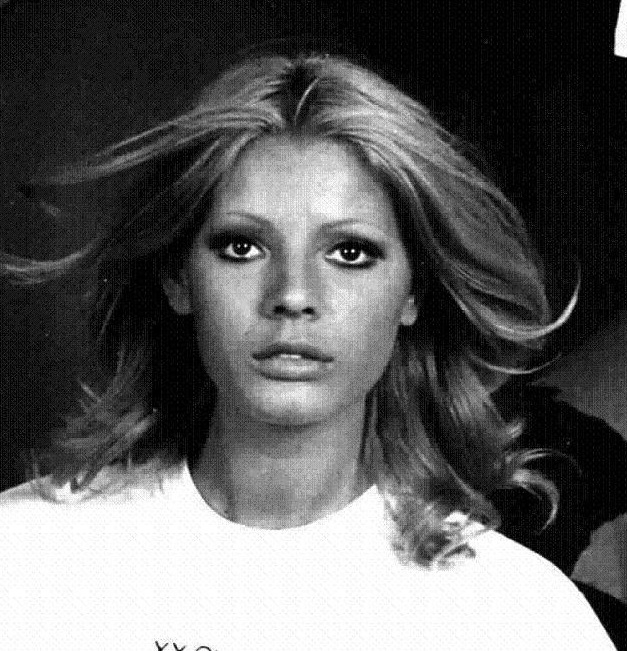
Lorenza Guerrieri (1972)

Lorenza Guerrieri (* 18. April 1944 in Rom) ist eine italienische Schauspielerin.

## Leben
Guerrieri legte 1965 in Le sedicenni ihr Filmdebüt vor, dem zunächst etliche Engagements in Nebenrollen folgten. Daneben zierte sie – blond und unschuldigen Blicks ihre Pin-up-Figur präsentierend – auch mehrfach die Cover verschiedener italienischer Magazine. In der 1975 gedrehten vierteiligen Fernsehserie Michael Strogoff hatte sie dann als „Nadia Fedor“ ihre bis dahin bekannteste Rolle übernommen. Bis Ende der 1990er Jahre war sie dann meist für den Bildschirm tätig.
Auf der Bühne spielte sie u. a. für Garinei und Giovannini, neben Alberto Lionello, im Musical „Ciao Rudy“ und am römischen „Teatro dell'Angelo“ in Casina von Titus Maccius Plautus.
1995 geriet Guerrieri in die Schlagzeilen, als bei einer Polizeikontrolle Kokain in ihrem Auto gefunden wurde.

## Filmografie (Auswahl)
- 1965: Le sedicenni
- 1966: Mögen sie in Frieden ruh’n (Requiescant)
- 1967: Blutspur (Il sapore della vendetta)
- 1968: O tutto o niente
- 1969: Seid nett aufeinander (La rivoluzione sessuale)
- 1975: Casanova Frankenstein (Frankenstein all'italiana)
- 1976: Michael Strogoff (Michael Strogoff) (Fernseh-Miniserie)
- 1982: Mirandolina (La locandiera)
- 2004: Per giusto omicidio